# Happenings (Oliver Nelson)
Happenings è un album di Oliver Nelson, Hank Jones e Clark Terry, pubblicato dalla Impulse! Records nel 1967. I brani del disco furono tutti registrati a New York (Stati Uniti) nelle date indicate nella lista tracce.

## Tracce
Lato A
1. Broadwalk Samba – 2:56 (Johnny Hodges) – Registrato il 21 ottobre del 1966
2. Winchester Cathedral – 2:22 (Geoff Stephens) – Registrato il 20 ottobre 1966
3. Mas Que Nada (Pow, Pow Pow) – 2:35 (Jorge Ben) – Registrato il 20 ottobre 1966
4. Lullaby of Jazzland – 2:32 (Manny Albam, Rick Ward) – Registrato il 21 ottobre del 1966
5. Jazztime, U.S.A. – 2:19 (George Cates, Bob Thiele, Jack Pleis) – Registrato il 19 ottobre del 1966
6. Cul-De-Sac – 3:09 (Krysztof Komeda) – Registrato il 19 ottobre del 1966

Lato B
1. Happenings – 3:11 (Oliver Nelson) – Registrato il 20 ottobre 1966
2. Lou's Good Dues Blues – 4:21 (Oliver Nelson) – Registrato il 20 ottobre 1966
3. Fugue Tune – 4:22 (Oliver Nelson) – Registrato il 21 ottobre del 1966
4. Spy with a Cold Nose – 2:13 (Riz Ortolani) – Registrato il 19 ottobre del 1966
5. Funky but Blues – 2:42 (Oliver Nelson) – Registrato il 19 ottobre del 1966

## Musicisti
Brani A1, A4 e B3
- Oliver Nelson - arrangiamenti, conduttore musicale
- Ernie Royal - tromba
- Snooky Young - tromba
- Joe Newman - tromba
- Clark Terry - tromba
- Jerome Richardson - strumenti a fiato
- Phil Woods - strumenti a fiato
- Danny Bank - sassofono baritono
- Hank Jones - clavicembalo elettrico
- George Duvivier - contrabbasso
- Grady Tate - batteria

Brani A2, A3, B1 e B2
- Oliver Nelson - arrangiamenti, conduttore musicale
- Ernie Royal - tromba
- Snooky Young - tromba
- Joe Newman - tromba
- Clark Terry - tromba (tranne brano: A2)
- Clark Terry - voce (solo nel brano: A2)
- J.J. Johnson - trombone
- Jimmy Cleveland - trombone
- Tom Mitchell - trombone
- Britt Woodman - trombone
- Bob Ashton - reeds
- Jerry Dodgion - reeds
- Phil Woods - reeds
- Jerome Richardson - reeds
- Danny Bank - sassofono baritono
- Hank Jones - clavicembalo elettrico
- George Duvivier - contrabbasso
- Grady Tate - batteria

Brani A5, A6, B4 e B5
- Oliver Nelson - arrangiamenti, conduttore musicale
- Ernie Royal - tromba
- Clark Terry - tromba
- Romeo Penque - woodwinds
- Danny Bank - woodwinds
- Jerry Dodgion - woodwinds
- Hank Jones - pianoforte
- Ron Carter - contrabbasso
- Ed Shaughnessy - batteria
- Joe Venuto - percussioni